# Novi Itebej
Novi Itebej (en serbe cyrillique : Нови Итебеј ; en hongrois : Magyarittabé) est une localité de Serbie située dans la province autonome de Voïvodine. Elle fait partie de la municipalité de Žitište dans le district du Banat central. Au recensement de 2011, elle comptait 1 154 habitants.
Novi Itebej est officiellement classé parmi les villages de Serbie.

## Démographie

### Évolution historique de la population
| 1948  | 1953  | 1961  | 1971  | 1981  | 1991  | 2002  | 2011  |
| ----- | ----- | ----- | ----- | ----- | ----- | ----- | ----- |
| 1 930 | 1 930 | 1 868 | 1 750 | 1 553 | 1 521 | 1 315 | 1 156 |

|  |